# Michael Crichton
John Michael Crichton (Chicago, 23 oktober 1942 – Los Angeles, 4 november 2008) was een Amerikaans auteur van sciencefictionboeken en filmscenario's en producent van films en televisieprogramma's. Hij studeerde af in geneeskunde aan de Harvard Medical School. Onder de pseudoniemen John Lange en Jeffery Hudson publiceerde hij in zijn studietijd zijn eerste boeken.
Crichton was onder meer bekend van zijn boek Jurassic Park, dat in 1993 werd verfilmd door Steven Spielberg. Hij was ook schrijver en producent van de televisieserie ER en gaf lezingen. Hij sprak het Amerikaanse Congres eens toe over de gevaren van wetenschap en politiek.
Crichton stierf op 66-jarige leeftijd aan de gevolgen van kanker.

### Fictie
Tussen haakjes staat de titel van de Nederlandstalige editie
- 1968 - A Case of Need (geschreven onder de naam Jeffery Hudson)
- 1969 - Zero cool (geschreven onder de naam John Lange)
- 1969 - The Andromeda Strain (De Andromeda dreiging & De Andromeda crisis)
- 1970 - Grave descend (Dodelijke afdaling, geschreven onder de naam John Lange)
- 1970 - Binary (Tweekamp, geschreven onder de naam John Lange)
- 1972 - The Terminal Man (De terminal man & De gelukzalige moordenaar)
- 1975 - The Great Train Robbery (De grote treinroof)
- 1976 - Eaters of the Dead (Mistmonsters, verfilmd als The 13th Warrior)
- 1980 - Congo (Kongo)
- 1987 - Sphere (Sfeer)
- 1990 - Jurassic Park (Het Sauriër Park)
- 1992 - Rising Sun (De Nippon connectie)
- 1993 - Disclosure (Onthulling)
- 1995 - The Lost World (De verloren wereld)
- 1996 - Airframe
- 1999 - Timeline (Tijdlijn)
- 2002 - Prey (Prooi)
- 2004 - State of Fear (Staat van angst)
- 2006 - Next
- 2009 - Pirate Latitudes (Piraten)
- 2011 - Micro
- 2017 - Drakentand
- 2024 - Eruption (Uitbarsting)

### Non-fictie
- 1970 - Five Patients: The Hospital Explained
- 1977 - Jasper Johns
- 1983 - Electronic Life
- 1988 - Travels
- 1994 - Jasper Johns (herwerkte versie)

## Films
- 1971 - The Andromeda Strain
  - Gebaseerd op de gelijknamige roman
- 1972 - Pursuit
  - Regisseur
  - Gebaseerd op de roman Binary
- 1972 - The Carey Treatment
  - Gebaseerd op de roman A Case of Need
- 1972 - Dealing: Or the Berkley to Boston Forty-Brick Lost Bag Blues
- 1973 - Westworld
  - Scenarist/regisseur
- 1974 - The Terminal Man
  - Gebaseerd op de gelijknamige roman
- 1978 - Coma
  - Scenarist/regisseur
- 1979 - The Great Train Robbery
  - Scenarist/regisseur
- 1981 - Looker
  - Scenarist/regisseur
- 1984 - Runaway
  - Scenarist/regisseur
- 1989 - Physical Evidence
  - Regisseur
- 1993 - Jurassic Park
  - Co-scenarist
- 1993 - Rising Sun
  - Co-scenarist
- 1994 - Disclosure
  - Co-producent
- 1995 - Congo
- 1996 - Twister
  - Co-scenarist (met zijn toenmalige echtgenote Anne-Marie Martin)
  - Co-producent
- 1997 - The Lost World: Jurassic Park
  - Gebaseerd op de roman The Lost World
- 1998 - Sphere
  - Co-producent
- 1999 - The 13th Warrior
  - Co-producent
  - Gebaseerd op de roman The Eaters of the Dead
- 2003 - Timeline

## Televisieseries
- 1994 - ER
  - Bedenker/scenarist

- 2016 - Westworld
  - Scenarist/spin-off van de oorspronkelijke film uit 1973